# 425

## Събития
- Създаден е университета в Константинопол.

## Родени
- Зенон, византийски император